# Nova Iguaçu de Goiás
Nova Iguaçu de Goiás là một đô thị thuộc bang Goiás, Brasil. Đô thị này có diện tích 628,441 km², dân số năm 2007 là 2302 người, mật độ 3,7 người/km².